# All-terrain vehicle
All-terrain vehicle (forkortet ATV, også kaldet quad) er en robust tre- eller firehjulet type af motorcykler, der blev opfundet af motorindustrien Honda i 1970. I dag bruges den især til landbrugsformål, men også til sport. Ved landbrug bruger man dem til: sprøjtning, fodre dyr, rive gården og køre i områder, hvor en traktor er for tung. Sports-ATV bruges til race og hop.
Terræn-atv: En typisk atv som bruges til terrænkørsel er udrustet med el-spil, og snorkel.